# Civitella Marittima
Civitella Marittima ist ein Ortsteil einer der beiden Hauptorte der Gemeinde Civitella Paganico in der Provinz Grosseto, Region Toskana in Italien.

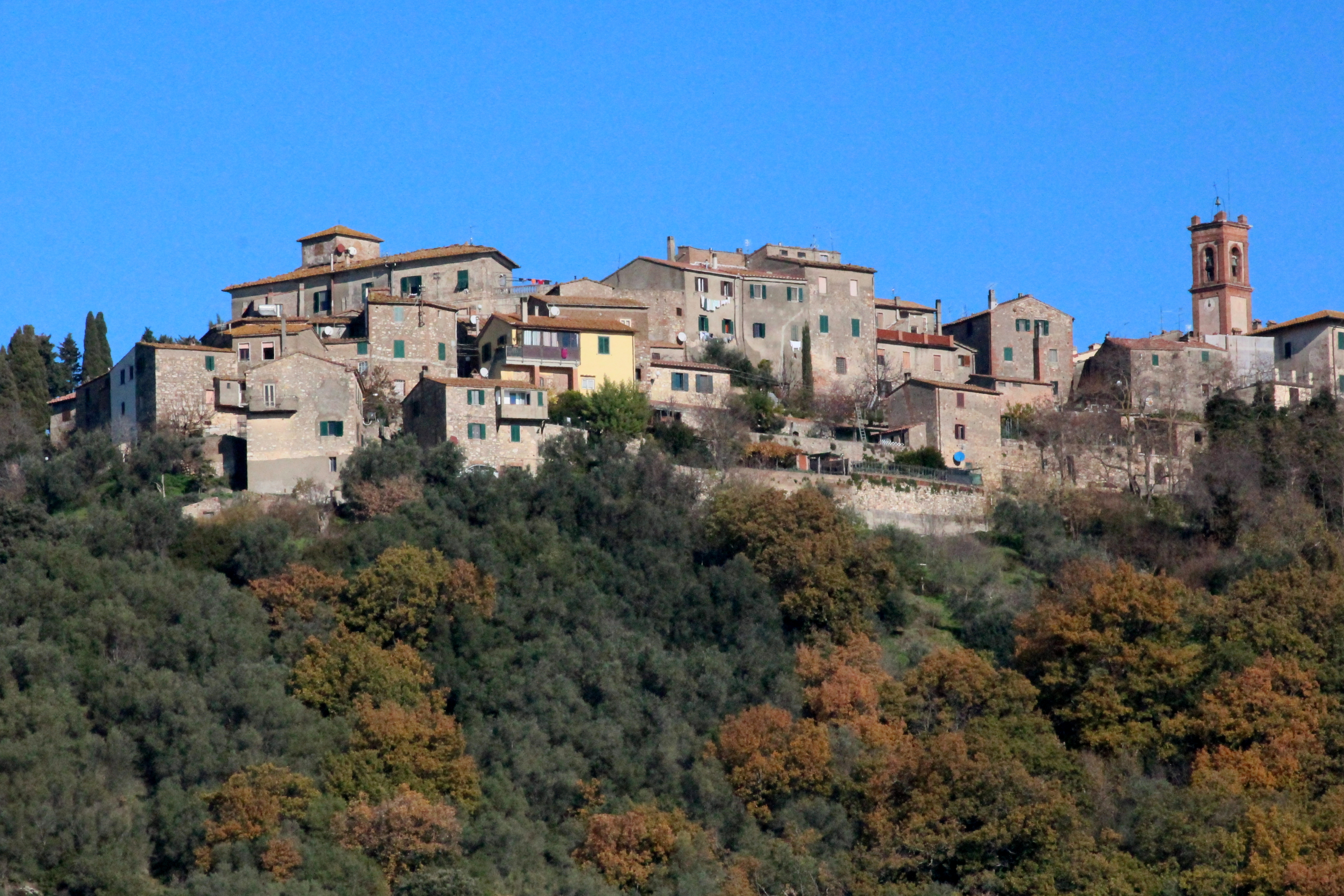
Panorama von Civitella Marittima

## Geografie
Der Ort liegt ca. 7 km nördlich des namenszusatzgebenden Ortsteils Paganico und ca. 30 km nordöstlich der Provinzhauptstadt Grosseto. Siena liegt ca. 35 km nördlich. Civitella Marittima ist Verwaltungssitz der Gemeinde, liegt bei 329 m s.l.m. und hatte 2001 ca. 520 Einwohner.

## Geschichte
Erstmals in verlässlichen Dokumenten erwähnt wurde der Ort 1109 als Burg der Ardengheschi, die im nahegelegenen Tal des Lanzo die Abtei Badia Ardenghesca (Abbazia di San Lorenzo al Lanzo) besaßen. Eventuell wurde der Ort bereits 988 als Civitella in Dokumenten des Ortes Sticciano erwähnt, hier ist die Zuordnung unsicher. In der Mitte des 12. Jahrhunderts war der Ort das politische Zentrum der Ardengheschi, doch bereits 1167 und 1179 unterwarfen sich die Grafen der Burg der Republik Siena. 1271 stellte Siena im Ort den Podestà, doch bereits neun Jahre später rebellierten die Ghibellinen gegen das von den Guelfen regierte Siena. Im Jahr 1299 unterwarf sich Civitella erneut der Regierung von Siena. 1314 paktierte ein gewisser Longaruccio, geflüchteter Seneser und den Tolomei nahestehender, mit Pisa, doch Siena erstand den Ort 1317.
Die Orte Pari und Casale di Pari gehörten bis 1920 zur Gemeinde Campagnatico und wurden dann zur Gemeinde Pari. Sechs Jahre später wurde Pari mit Paganico zusammen gelegt. Die neue Gemeinde Civitella Paganico entstand am 5. Februar 1928.

## Sehenswürdigkeiten

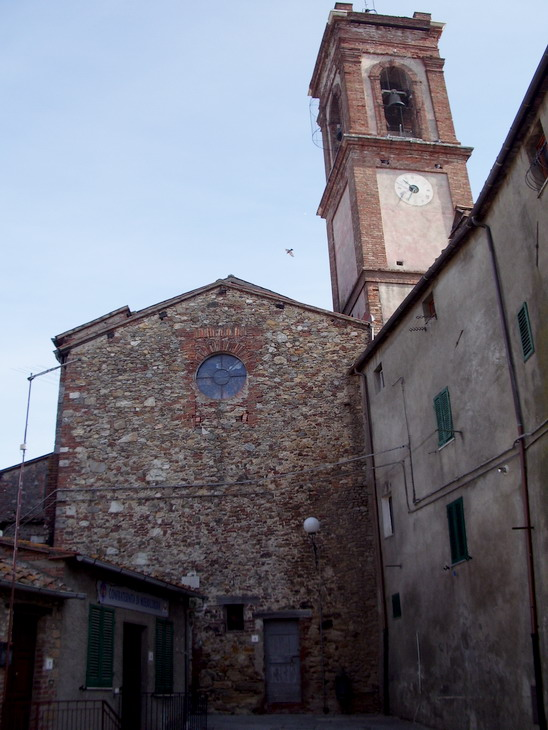
Die Fassade der Kirche Santa Maria in Montibus im Ortskern

- Abbazia di San Lorenzo al Lanzo (auch Badia Ardenghesca genannt), ca. 2 km nordöstlich von Civitella Marittima gelegene Abtei am Fluss Lanzo.
- Chiesa di Santa Maria in Montibus, mittelalterliche Parochialkirche, die am Anfang des 12. Jahrhunderts entstand[2] und zunächst außerhalb der Burg lag[5] und die ab dem 19. Jahrhundert stark verändert wurde. Der Campanile entstand im 17. Jahrhundert.[3]
- Oratorio della Misericordia, auch Chiesa di Santa Maria delle Grazie genannt. Oratorium, das wenige Meter von der Parochialkirche entfernt steht und früher den heiligen Filippo e Giacomo geweiht war. Die Kirche entstand am Ende des 16. Jahrhunderts, das Altargemälde Madonna col Bambino incoronata dagli Angeli von einem unbekannten seneser Künstler aus dem späten 17. Jahrhundert.[3]
- Chiesa di San Materno, Kirchenruine ca. 1 km vom Ortskern entfernt. Wurde bereits 1143 erwähnt.[3]
- Pieve di Santa Maria de’ Monti, ehemalige Burg mit Pieve[5] und heutige Ruine, liegt ca. 1 km südöstlich von Civitella Marittima.

## Verkehr
Der Ort hat eine Anschlussstelle an der Strada Statale 223 di Paganico.

## Bilder

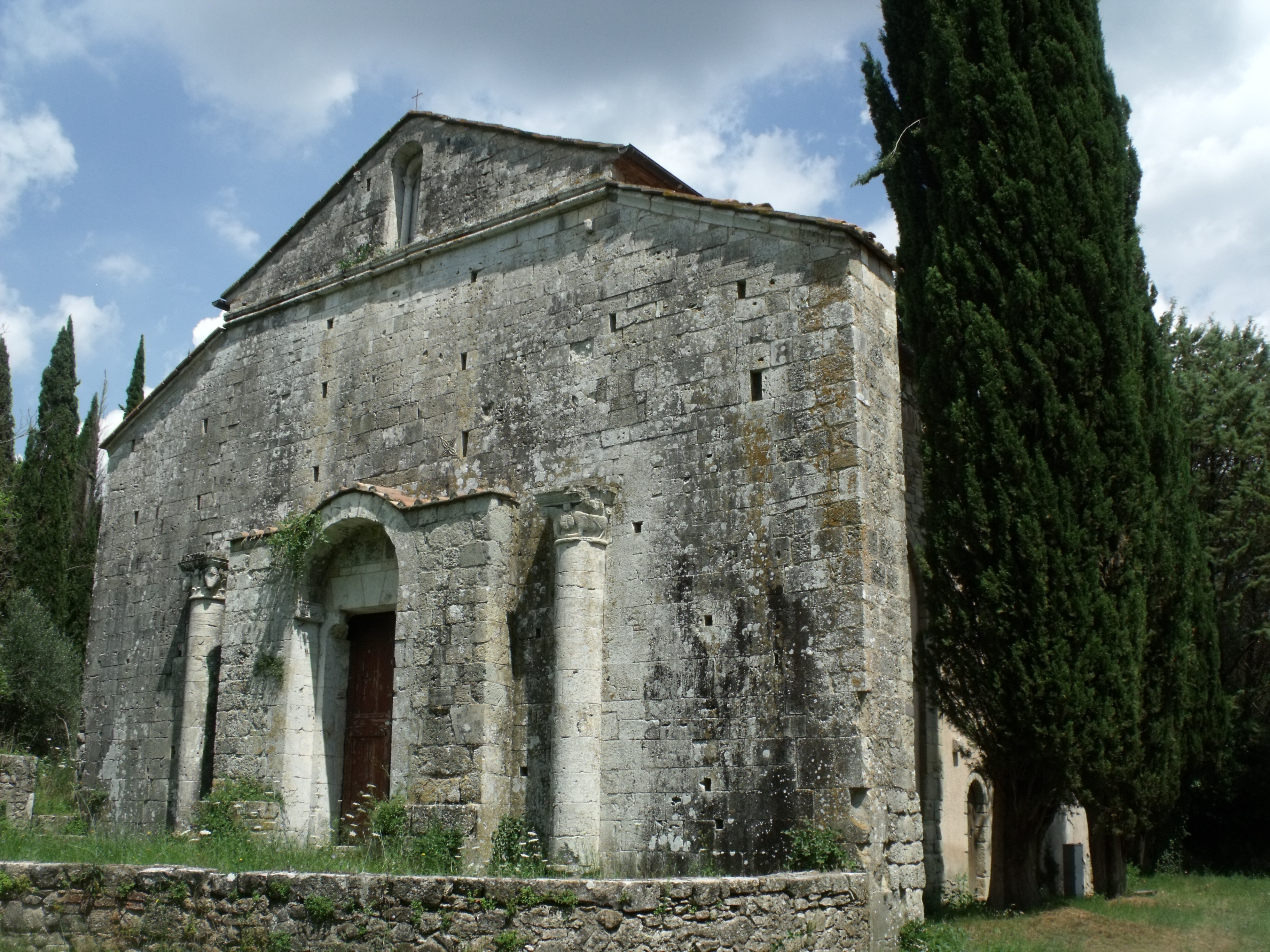
Die Badia Ardenghesca (Abbazia di San Lorenzo al Lanzo)
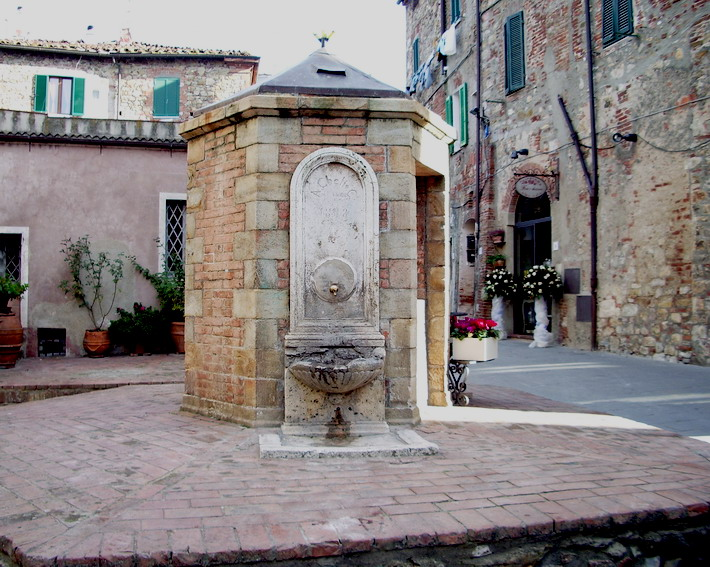
Die Brunnen (Pozzo) im Ortskern
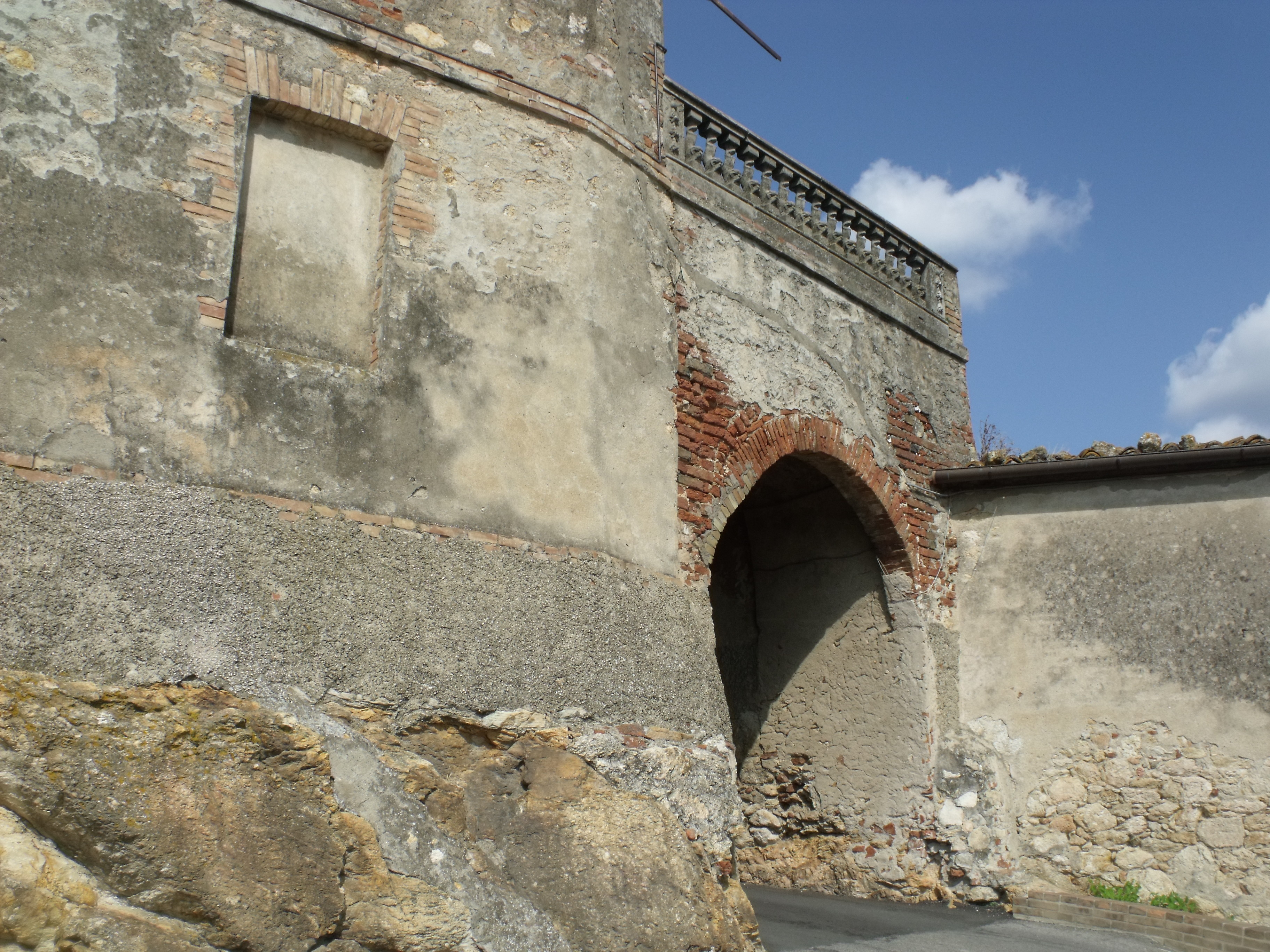
Stadttor Porta Piccina
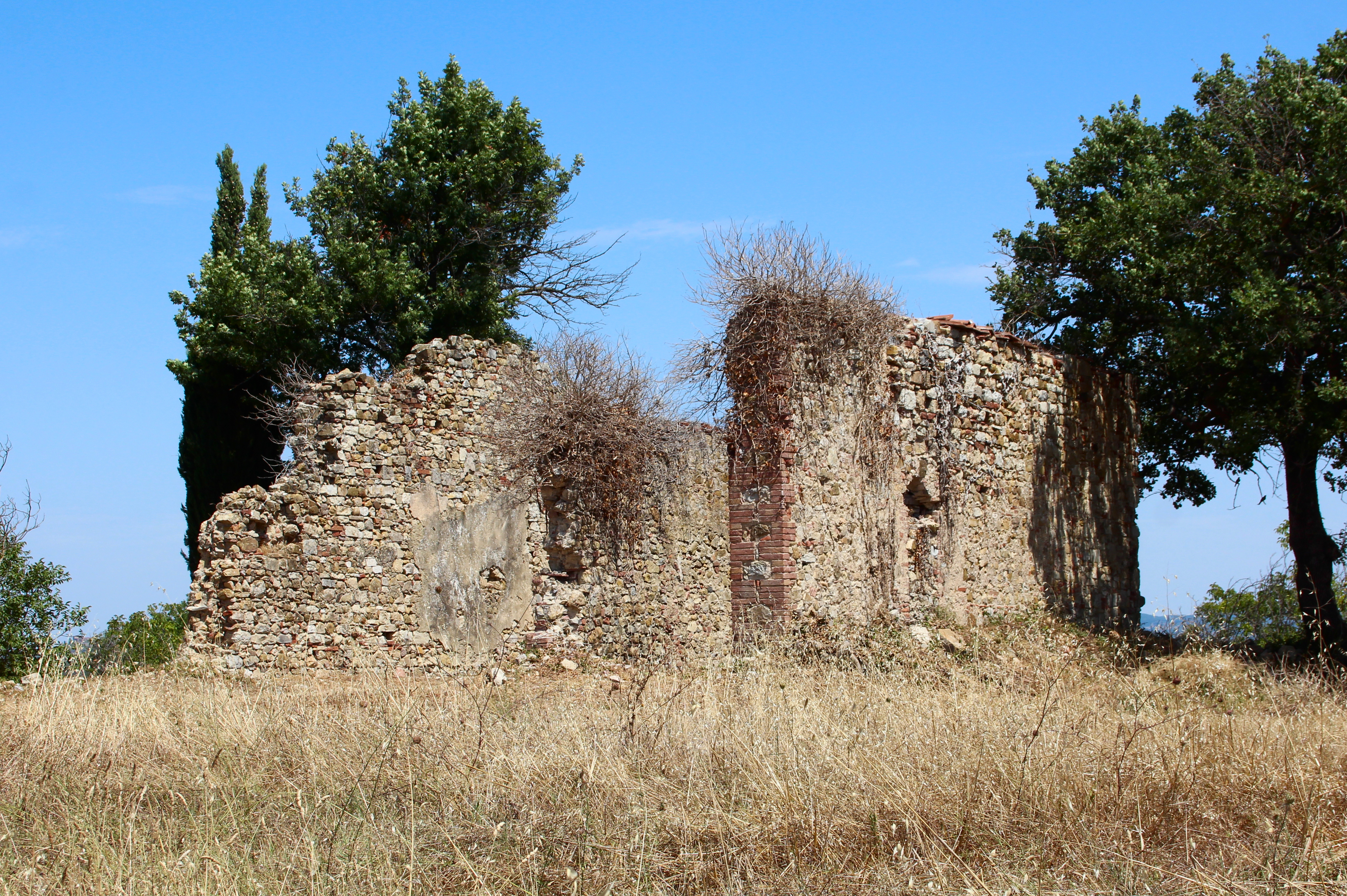
Kirchenruine Santa Maria de’ Monti